# Клеманс Поези
Клеманс Гишар (фр. Clémence Guichard; Л'ај ле Роз, 30. октобар 1982), професионално позната као Клеманс Поези (фр. Clémence Poésy) је француска глумица и манекенка, интернационалној публици позната по улогама Флер Делакер у Хари Потер серијалу, Клои у криминалистичкој комедији У Брижу и Ране у драми 127 сати. Такође је наступила у неколико епизода серије Трачара.